# Pogona minima
Pogona minor là một loài thằn lằn trong họ Agamidae. Loài này được Loveridge mô tả khoa học đầu tiên năm 1933.